# 莫里斯·顾夫·德姆维尔

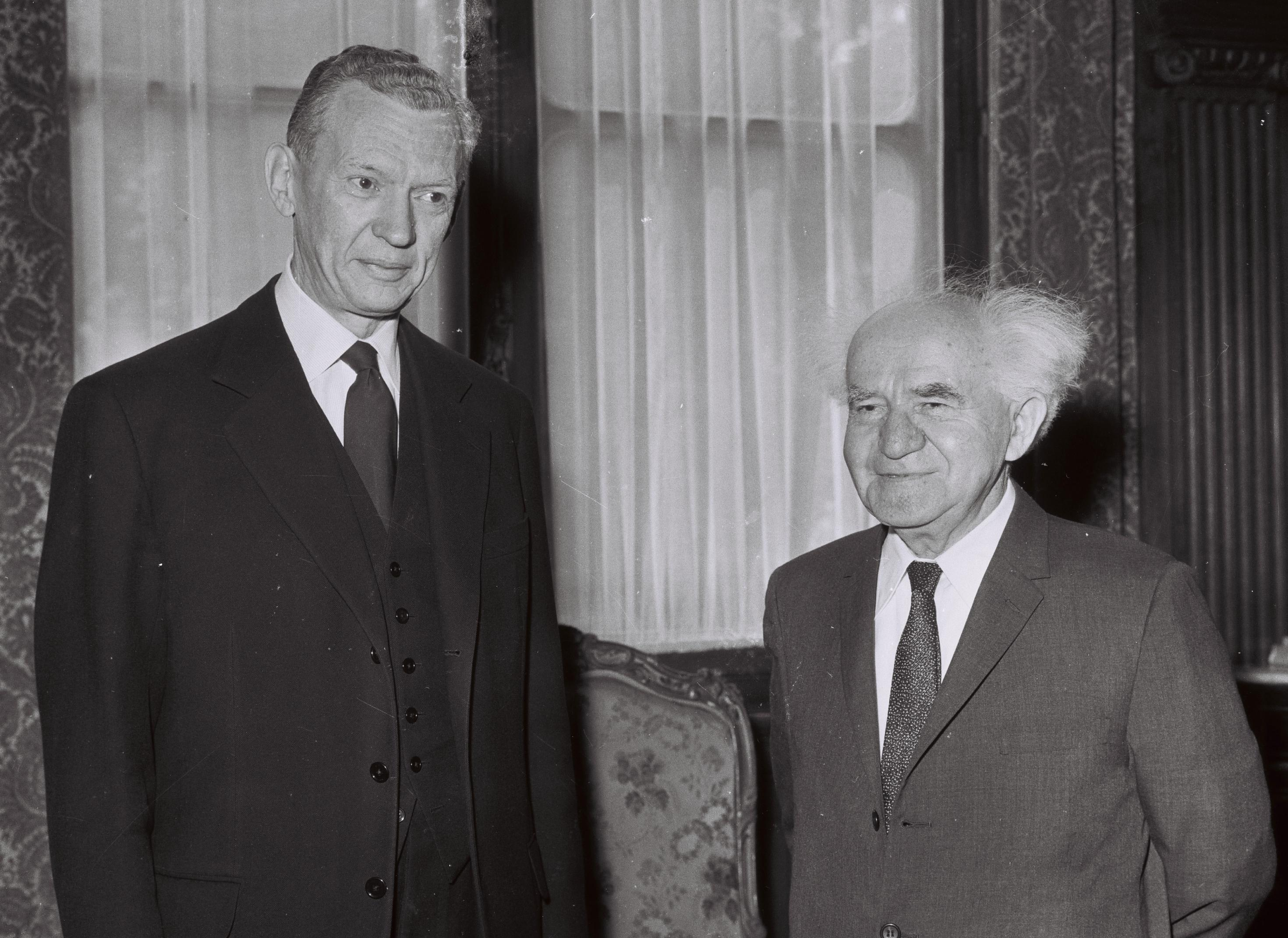
1960年6月顾夫·德姆维尔外交部长在奥赛码头（Quai d'Orsay）接见戴维·本-古里安。

莫里斯·顾夫·德姆维尔（Maurice Couve de Murville） (法語：[moʁis kuv də myʁvil]; 1907年1月24日—1999年12月24日) 法国外交官和政治家，法国外交部长（1958年-1968年）、总统戴高乐将军领导下的总理（1968年-1969年）。
他的原名为莫里斯·顾夫（Maurice Couve）(他的父亲在1925年获得了de Murville的名字)，出生于兰斯，1999年在巴黎去世，享年92岁。

## 生平
顾夫·德姆维尔1930年曾担任财政核查人员，并于1940年成为维希政府外部财政主管，在威斯巴登参加停战委员会会议。1943年3月，美国登陆北非后，他是维希政府加入自由法国为数不多的高级官员之一。他通过阿尔及尔和西班牙，进入亨利·吉拉德将军的军中。1943年6月7日，他被任命为法国民族解放委员会(CFLN)的财务专员。几个月后，他加入了戴高乐将军的阵营。1945年2月，他成为法兰西共和国临时政府(GPRF)的成员，并担任驻意大利大使。
战后他曾担任多国大使：开罗(1950至1954年)、北约(1954年)、华盛顿(1955到1956)和波恩(1956到1958)。当戴高乐将军在1958年重新掌权后，他担任外交部长一职，在这个职位上呆了十年，直到1968年5月政府改组，他取代米歇尔·德勃雷短暂担任一段时间财政部长。在选举之后，他取代乔治·蓬皮杜成为了一个过渡政府总理，第二年，他的继任者是雅克·沙邦-戴尔马。
顾夫·德姆维尔总理卸任后继续担任共和民主人士联盟（UDR）议员，然后是保卫共和联盟（RPR）巴黎议员直到1986年，同年当选参议员，直到1995年。
他的堂弟莫里斯·诺埃尔·莱昂·顾夫·德姆维尔大主教是罗马天主教伯明翰名誉大主教(1929 - 2007)。

## 出版著作
- Une politique étrangère, 1958–1969 (1971年). ISBN unknown
- Le Monde en face (1989年). ISBN 2-259-02222-7

## 政治经历
- 政府职务

总理: 1968–1969
外交部长: 1958–1968
经济和财政部长: 1968年5月-7月
- 选举委任

法国国民议会巴黎议员: 1968年6月 (因为他担任部长离开他的席位) / 1973–1986
巴黎参议员: 1986–1995

## 顾夫·德姆维尔政府
内阁：从1968年7月10日到1969年6月22日
- 莫里斯·顾夫·德姆维尔 – 总理
- 米歇尔·德勃雷 – 外交部长
- 皮埃尔·梅斯梅尔 – 陆军部长
- 雷蒙·马塞兰 –内政、公共卫生和人口部长
- 弗朗索瓦-泽维耶·奥托利 – 经济和财政部长
- 安德烈·贝当古 – 工业部长
- 约瑟夫·丰塔内 – 劳工、就业和人口部长
- 勒内·卡皮坦 – 司法部长
- 埃德加·富尔 – 国家教育部长
- 亨利·迪维拉尔 – 退伍老兵和战争受害者部长
- 安德烈·马尔罗 – 文化事务部长
- 罗贝尔·布兰 – 农业部在
- 阿尔邦·沙朗东 –设备和住房 部长
- 让·沙芒 – 交通部长
- 罗杰·弗雷 – 议会关系部长
- 伊夫·盖纳 – 邮电部长
- 莫里斯·舒曼 – 社会事务部长

- 1969年4月28日 – 让-马塞尔·让纳内接替卡皮坦担任临时司法部长。